# Bogdan Zagajewski
Bogdan Zagajewski (ur. 1972) – polski geograf, doktor habilitowany nauk o Ziemi, adiunkt i kierownik Katedry Geomatyki i Systemów Informacyjnych Wydziału Geografii i Studiów Regionalnych Uniwersytetu Warszawskiego.

## Życiorys
W latach 1993–1998 studiował na Uniwersytecie Warszawskim w ramach Międzywydziałowych Studiów Ochrony Środowiska. Dyplom uzyskał w 1998 na Wydziale Geografii i studiów Regionalnych UW. 25 lutego 2003 obronił pracę doktorską Zastosowanie geoinformacji w badaniach wpływu abiotycznych komponentów środowiska na rozmieszczenie roślinności w Narwiańskim Parku Narodowym i jego otulinie, 22 listopada 2011 habilitował się na podstawie pracy zatytułowanej Ocena przydatności sieci neuronowych i danych hiperspektralnych do klasyfikacji roślinności Tatr Wysokich.
Od 1995 związany zawodowo z UW. Profesor UW (od 2019) i kierownik (od 2018) Katedry Geomatyki i Systemów Informacyjnych na Wydziale Geografii i Studiów Regionalnych Uniwersytetu Warszawskiego. Wypromował czworo doktorów.
Był członkiem Komisji Geoinformatyki na IV Wydziale Przyrodniczym Polskiej Akademii Umiejętności.